# KNVB-Pokal 1960/61
Der KNVB-Pokal 1960/61 war die 43. Auflage des niederländischen Fußball-Pokalwettbewerbs. Pokalsieger wurde Ajax Amsterdam. Das Team setzte sich im Finale gegen NAC Breda durch. Der Sieger erhielt erstmals einen Platz im Europapokal der Pokalsieger.

## Modus
Die 78 Teilnehmer wurden zunächst in 16 Gruppen eingeteilt. In jeder Gruppe spielten die Mannschaften jeweils einmal gegeneinander. Die Gruppenersten und -zweiten erreichten die 2. Runde, in der bei unentschiedenem Ausgang eine Verlängerung von maximal 7½ Minuten gespielt wurde.

## Gruppenphase

### Gruppe A
| Datum      |                   | Ergebnis |                   |
| ---------- | ----------------- | -------- | ----------------- |
| 14.08.1960 | VV Heerenveen     | 5:0      | Go Ahead Deventer |
| 14.08.1960 | PEC Zwolle        | 4:0      | SV Zwolsche Boys  |
| 17.08.1960 | Go Ahead Deventer | 4:5      | PEC Zwolle        |
| 17.08.1960 | SV Zwolsche Boys  | 2:3      | VV Leeuwarden     |
| 18.09.1960 | VV Leeuwarden     | 4:3      | Go Ahead Deventer |
| 18.09.1960 | PEC Zwolle        | 0:4      | VV Heerenveen     |
| 30.09.1960 | Go Ahead Deventer | 5:3      | SV Zwolsche Boys  |
| 30.09.1960 | VV Heerenveen     | 2:0      | VV Leeuwarden     |
| 12.02.1961 | VV Leeuwarden     | 3:1      | PEC Zwolle        |
| 12.02.1961 | SV Zwolsche Boys  | 2:2      | VV Heerenveen     |

| Pl. | Verein            | Sp. | S | U | N | Tore    | Quote | Punkte |
| --- | ----------------- | --- | - | - | - | ------- | ----- | ------ |
| 1.  | VV Heerenveen     | 4   | 3 | 1 | 0 | 013:200 | 6,50  | 07:10  |
| 2.  | VV Leeuwarden     | 4   | 3 | 0 | 1 | 010:800 | 1,25  | 06:20  |
| 3.  | PEC Zwolle        | 4   | 2 | 0 | 2 | 010:110 | 0,91  | 04:40  |
| 4.  | Go Ahead Deventer | 4   | 1 | 0 | 3 | 012:170 | 0,71  | 02:60  |
| 5.  | SV Zwolsche Boys  | 4   | 0 | 1 | 3 | 007:140 | 0,50  | 01:70  |

### Gruppe B
| Datum      |                | Ergebnis |                |
| ---------- | -------------- | -------- | -------------- |
| 14.08.1960 | Be Quick 1887  | 1:1      | GVAV Rapiditas |
| 14.08.1960 | VV Veendam     | 2:2      | VV Zwartemeer  |
| 17.08.1960 | GVAV Rapiditas | 10:00    | CVV Germanicus |
| 24.08.1960 | VV Zwartemeer  | 3:3      | Be Quick 1887  |
| 18.09.1960 | Be Quick 1887  | 1:1      | VV Veendam     |
| 18.09.1960 | CVV Germanicus | 3:3      | VV Zwartemeer  |
| 30.10.1960 | VV Veendam     | 9:0      | CVV Germanicus |
| 30.10.1960 | VV Zwartemeer  | 5:2      | GVAV Rapiditas |
| 12.02.1961 | CVV Germanicus | 0:9      | Be Quick 1887  |
| 12.02.1961 | GVAV Rapiditas | 3:2      | VV Veendam     |

| Pl. | Verein         | Sp. | S | U | N | Tore    | Quote | Punkte |
| --- | -------------- | --- | - | - | - | ------- | ----- | ------ |
| 1.  | Be Quick 1887  | 4   | 1 | 3 | 0 | 014:500 | 2,80  | 05:30  |
| 2.  | GVAV Rapiditas | 4   | 2 | 1 | 1 | 016:800 | 2,00  | 05:30  |
| 3.  | VV Zwartemeer  | 4   | 1 | 3 | 0 | 013:100 | 1,30  | 05:30  |
| 4.  | VV Veendam     | 4   | 1 | 2 | 1 | 014:600 | 2,33  | 04:40  |
| 5.  | CVV Germanicus | 4   | 0 | 1 | 3 | 003:310 | 0,10  | 01:70  |

### Gruppe C
| Datum      |                    | Ergebnis |                    |
| ---------- | ------------------ | -------- | ------------------ |
| 11.08.1960 | VV Rigtersbleek    | 3:1      | VV Oldenzaal       |
| 14.08.1960 | Sportclub Enschede | 9:2      | VV Rigtersbleek    |
| 14.08.1960 | HVV Tubantia       | 3:4      | Enschedese Boys    |
| 17.08.1960 | Enschedese Boys    | 2:0      | Sportclub Enschede |
| 18.09.1960 | Sportclub Enschede | 1:3      | HVV Tubantia       |
| 18.09.1960 | VV Oldenzaal       | 2:2      | Enschedese Boys    |
| 30.10.1960 | Enschedese Boys    | 6:2      | VV Rigtersbleek    |
| 30.10.1960 | HVV Tubantia       | 0:5      | VV Oldenzaal       |
| 12.02.1961 | VV Oldenzaal       | 1:1      | Sportclub Enschede |
| 12.04.1961 | VV Rigtersbleek    | 2:3      | HVV Tubantia       |

| Pl. | Verein             | Sp. | S | U | N | Tore    | Quote | Punkte |
| --- | ------------------ | --- | - | - | - | ------- | ----- | ------ |
| 1.  | Enschedese Boys    | 4   | 3 | 1 | 0 | 014:700 | 2,00  | 07:10  |
| 2.  | VV Oldenzaal       | 4   | 1 | 2 | 1 | 009:600 | 1,50  | 04:40  |
| 3.  | HVV Tubantia       | 4   | 2 | 0 | 2 | 009:120 | 0,75  | 04:40  |
| 4.  | Sportclub Enschede | 4   | 1 | 1 | 2 | 011:800 | 1,38  | 03:50  |
| 5.  | VV Rigtersbleek    | 4   | 1 | 0 | 3 | 009:190 | 0,47  | 02:60  |

### Gruppe D
| Datum      |                  | Ergebnis |                  |
| ---------- | ---------------- | -------- | ---------------- |
| 14.08.1960 | DVC '26 Didam    | 0:1      | Vitesse Arnheim  |
| 14.08.1960 | Heracles Almelo  | 5:1      | BV De Graafschap |
| 17.08.1960 | BV De Graafschap | 4:2      | DVC '26 Didam    |
| 17.08.1960 | Vitesse Arnheim  | 1:4      | DOS Utrecht      |
| 18.09.1960 | DOS Utrecht      | 8:1      | BV De Graafschap |
| 18.09.1960 | DVC '26 Didam    | 3:8      | Heracles Almelo  |
| 30.10.1960 | Heracles Almelo  | 0:1      | DOS Utrecht      |
| 30.10.1960 | BV De Graafschap | 3:3      | Vitesse Arnheim  |
| 12.02.1961 | DVC '26 Didam    | 1:3      | DOS Utrecht      |
| 12.02.1961 | Vitesse Arnheim  | 2:2      | Heracles Almelo  |

| Pl. | Verein           | Sp. | S | U | N | Tore    | Quote | Punkte |
| --- | ---------------- | --- | - | - | - | ------- | ----- | ------ |
| 1.  | DOS Utrecht      | 4   | 4 | 0 | 0 | 016:300 | 5,33  | 08:0   |
| 2.  | Heracles Almelo  | 4   | 2 | 1 | 1 | 015:700 | 2,14  | 05:30  |
| 3.  | Vitesse Arnheim  | 4   | 1 | 2 | 1 | 015:700 | 2,14  | 04:40  |
| 4.  | BV De Graafschap | 4   | 1 | 1 | 2 | 009:180 | 0,50  | 03:50  |
| 5.  | DVC '26 Didam    | 4   | 0 | 0 | 4 | 006:160 | 0,38  | 0:80   |

### Gruppe E
| Datum      |                 | Ergebnis |                 |
| ---------- | --------------- | -------- | --------------- |
| 14.08.1960 | WVV Wageningen  | 4:1      | NEC Nijmegen    |
| 14.08.1960 | Velox Utrecht   | 3:5      | VV Elinkwijk    |
| 17.08.1960 | VV Elinkwijk    | 4:1      | WVV Wageningen  |
| 17.08.1960 | NEC Nijmegen    | 1:1      | AGOVV Apeldoorn |
| 18.09.1960 | AGOVV Apeldoorn | 2:2      | VV Elinkwijk    |
| 18.09.1960 | WVV Wageningen  | 3:1      | Velox Utrecht   |
| 20.10.1960 | VV Elinkwijk    | 2:5      | NEC Nijmegen    |
| 30.10.1960 | Velox Utrecht   | 4:4      | AGOVV Apeldoorn |
| 12.02.1961 | AGOVV Apeldoorn | 6:0      | WVV Wageningen  |
| 22.02.1961 | Velox Utrecht   | 2:0      | NEC Nijmegen    |

| Pl. | Verein          | Sp. | S | U | N | Tore    | Quote | Punkte |
| --- | --------------- | --- | - | - | - | ------- | ----- | ------ |
| 1.  | AGOVV Apeldoorn | 4   | 1 | 3 | 0 | 013:700 | 1,86  | 05:30  |
| 2.  | VV Elinkwijk    | 4   | 2 | 1 | 1 | 013:110 | 1,18  | 05:30  |
| 3.  | WVV Wageningen  | 4   | 2 | 0 | 2 | 008:120 | 0,67  | 04:40  |
| 4.  | Velox Utrecht   | 4   | 1 | 1 | 2 | 010:120 | 0,83  | 03:50  |
| 5.  | NEC Nijmegen    | 4   | 1 | 1 | 2 | 007:900 | 0,78  | 03:50  |

### Gruppe F
| Datum      |                     | Ergebnis |                     |
| ---------- | ------------------- | -------- | ------------------- |
| 07.08.1960 | RKSV Volendam       | 0:4      | AVV De Volewijckers |
| 14.08.1960 | Rapiditas Weesp     | 1:1      | SV Zeist            |
| 17.08.1960 | AVV De Volewijckers | 5:2      | Rapiditas Weesp     |
| 17.08.1960 | SV Zeist            | 2:8      | Ajax Amsterdam      |
| 18.09.1960 | Ajax Amsterdam      | 1:1      | AVV De Volewijckers |
| 18.09.1960 | Rapiditas Weesp     | 2:2      | RKSV Volendam       |
| 30.10.1960 | AVV De Volewijckers | 2:1      | SV Zeist            |
| 01.01.1961 | RKSV Volendam       | 4:3      | Ajax Amsterdam      |
| 12.02.1961 | Ajax Amsterdam      | 10:00    | Rapiditas Weesp     |
| 12.02.1961 | SV Zeist            | 0:2      | RKSV Volendam       |

| Pl. | Verein              | Sp. | S | U | N | Tore    | Quote | Punkte |
| --- | ------------------- | --- | - | - | - | ------- | ----- | ------ |
| 1.  | AVV De Volewijckers | 4   | 3 | 1 | 0 | 012:400 | 3,00  | 07:10  |
| 2.  | Ajax Amsterdam      | 4   | 2 | 1 | 1 | 022:700 | 3,14  | 05:30  |
| 3.  | RKSV Volendam       | 4   | 2 | 1 | 1 | 008:900 | 0,89  | 05:30  |
| 4.  | Rapiditas Weesp     | 4   | 0 | 2 | 2 | 005:180 | 0,28  | 02:60  |
| 5.  | SV Zeist            | 4   | 0 | 1 | 3 | 004:130 | 0,31  | 01:70  |

### Gruppe G
| Datum      |                     | Ergebnis |                     |
| ---------- | ------------------- | -------- | ------------------- |
| 14.08.1960 | Blauw Wit Amsterdam | 9:1      | FC Hilversum        |
| 14.08.1960 | HVV 't Gooi         | 1:2      | HVC Amersfoort      |
| 17.08.1960 | FC Hilversum        | 3:3      | HVV 't Gooi         |
| 17.08.1960 | HVC Amersfoort      | 2:1      | DWS/A               |
| 18.09.1960 | DWS/A               | 3:0      | FC Hilversum        |
| 18.09.1960 | HVV 't Gooi         | 2:3      | Blauw Wit Amsterdam |
| 30.10.1960 | Blauw Wit Amsterdam | 3:0      | DWS/A               |
| 30.10.1960 | FC Hilversum        | 1:1      | HVC Amersfoort      |
| 12.02.1961 | DWS/A               | 2:2      | HVV 't Gooi         |
| 12.02.1961 | HVC Amersfoort      | 4:2      | Blauw Wit Amsterdam |

| Pl. | Verein              | Sp. | S | U | N | Tore    | Quote | Punkte |
| --- | ------------------- | --- | - | - | - | ------- | ----- | ------ |
| 1.  | HVC Amersfoort      | 4   | 3 | 1 | 0 | 009:500 | 1,80  | 07:10  |
| 2.  | Blauw Wit Amsterdam | 4   | 3 | 0 | 1 | 017:700 | 2,43  | 06:20  |
| 3.  | DWS/A               | 4   | 1 | 1 | 2 | 006:700 | 0,86  | 03:50  |
| 4.  | HVV 't Gooi         | 4   | 0 | 2 | 2 | 008:100 | 0,80  | 02:60  |
| 5.  | FC Hilversum        | 4   | 0 | 2 | 2 | 005:160 | 0,31  | 02:60  |

### Gruppe H
| Datum      |                      | Ergebnis |                      |
| ---------- | -------------------- | -------- | -------------------- |
| 14.08.1960 | VV Alkmaar ʼ54       | 3:2      | Zaanlandsche FC      |
| 14.08.1960 | Stormvogels IJmuiden | 4:1      | VSV Velsen           |
| 17.08.1960 | VSV Velsen           | 3:3      | Kooger FC            |
| 17.08.1960 | Zaanlandsche FC      | 1:1      | Stormvogels IJmuiden |
| 02.10.1960 | Kooger FC            | 2:1      | Zaanlandsche FC      |
| 02.10.1960 | Stormvogels IJmuiden | 2:2      | VV Alkmaar ʼ54       |
| 30.10.1960 | VV Alkmaar ʼ54       | 0:1      | Kooger FC            |
| 12.02.1961 | VSV Velsen           | 1:2      | VV Alkmaar ʼ54       |
| 15.03.1961 | Zaanlandsche FC      | 5:1      | VSV Velsen           |
| 12.04.1961 | Kooger FC            | 6:0      | Stormvogels IJmuiden |

| Pl. | Verein               | Sp. | S | U | N | Tore    | Quote | Punkte |
| --- | -------------------- | --- | - | - | - | ------- | ----- | ------ |
| 1.  | Kooger FC            | 4   | 3 | 1 | 0 | 012:400 | 3,00  | 07:10  |
| 2.  | VV Alkmaar ʼ54       | 4   | 2 | 1 | 1 | 007:600 | 1,17  | 05:30  |
| 3.  | Stormvogels IJmuiden | 4   | 1 | 2 | 1 | 007:100 | 0,70  | 04:40  |
| 4.  | Zaanlandsche FC      | 4   | 1 | 1 | 2 | 009:700 | 1,29  | 03:50  |
| 5.  | VSV Velsen           | 4   | 0 | 1 | 3 | 006:140 | 0,43  | 01:70  |

### Gruppe I
| Datum      |                  | Ergebnis |                  |
| ---------- | ---------------- | -------- | ---------------- |
| 14.08.1960 | ADO Den Haag     | 1:0      | DHC Delft        |
| 14.08.1960 | Haarlemse FC EDO | 3:2      | RC Heemstede     |
| 17.08.1960 | DHC Delft        | 6:2      | Haarlemse FC EDO |
| 17.08.1960 | RC Heemstede     | 0:3      | HFC Haarlem      |
| 18.09.1960 | ADO Den Haag     | 0:4      | RC Heemstede     |
| 18.09.1960 | HFC Haarlem      | 4:1      | Haarlemse FC EDO |
| 30.10.1960 | DHC Delft        | 1:4      | HFC Haarlem      |
| 30.10.1960 | Haarlemse FC EDO | 0:1      | ADO Den Haag     |
| 12.02.1961 | RC Heemstede     | 2:4      | DHC Delft        |
| 12.04.1961 | HFC Haarlem      | 1:2      | ADO Den Haag     |

| Pl. | Verein           | Sp. | S | U | N | Tore    | Quote | Punkte |
| --- | ---------------- | --- | - | - | - | ------- | ----- | ------ |
| 1.  | HFC Haarlem      | 4   | 3 | 0 | 1 | 012:400 | 3,00  | 06:20  |
| 2.  | ADO Den Haag     | 4   | 3 | 0 | 1 | 004:500 | 0,80  | 06:20  |
| 3.  | DHC Delft        | 4   | 2 | 0 | 2 | 011:900 | 1,22  | 04:40  |
| 4.  | RC Heemstede     | 4   | 1 | 0 | 3 | 008:100 | 0,80  | 02:60  |
| 5.  | Haarlemse FC EDO | 4   | 1 | 0 | 3 | 006:130 | 0,46  | 02:60  |

### Gruppe J
| Datum      |                     | Ergebnis |                     |
| ---------- | ------------------- | -------- | ------------------- |
| 14.08.1960 | Excelsior Rotterdam | 4:1      | UVS Leiden          |
| 14.08.1960 | LFC Leiden          | 2:3      | SHS Scheveningen    |
| 17.08.1960 | SHS Scheveningen    | 1:1      | Sparta Rotterdam    |
| 17.08.1960 | UVS Leiden          | 1:2      | LFC Leiden          |
| 18.09.1960 | LFC Leiden          | 0:6      | Excelsior Rotterdam |
| 18.09.1960 | Sparta Rotterdam    | 5:1      | UVS Leiden          |
| 30.10.1960 | Excelsior Rotterdam | 1:1      | Sparta Rotterdam    |
| 01.01.1961 | UVS Leiden          | 2:4      | SHS Scheveningen    |
| 12.02.1961 | Sparta Rotterdam    | 3:0      | LFC Leiden          |
| 12.04.1961 | SHS Scheveningen    | 3:0      | Excelsior Rotterdam |

| Pl. | Verein              | Sp. | S | U | N | Tore    | Quote | Punkte |
| --- | ------------------- | --- | - | - | - | ------- | ----- | ------ |
| 1.  | SHS Scheveningen    | 4   | 3 | 1 | 0 | 011:500 | 2,20  | 07:10  |
| 2.  | Sparta Rotterdam    | 4   | 2 | 2 | 0 | 010:300 | 3,33  | 06:20  |
| 3.  | Excelsior Rotterdam | 4   | 2 | 1 | 1 | 011:500 | 2,20  | 05:30  |
| 4.  | LFC Leiden          | 4   | 1 | 0 | 3 | 004:130 | 0,31  | 02:60  |
| 5.  | UVS Leiden          | 4   | 0 | 0 | 4 | 005:150 | 0,33  | 0:80   |

### Gruppe K
| Datum      |                      | Ergebnis |                      |
| ---------- | -------------------- | -------- | -------------------- |
| 13.08.1960 | Fortuna Vlaardingen  | 5:0      | SVV Schiedam         |
| 14.08.1960 | Hermes DVS           | 0:2      | Feijenoord Rotterdam |
| 18.09.1960 | Feijenoord Rotterdam | 4:0      | Fortuna Vlaardingen  |
| 18.09.1960 | SVV Schiedam         | 1:2      | Hermes DVS           |
| 01.01.1961 | Feijenoord Rotterdam | 4:3      | SVV Schiedam         |
| 12.02.1961 | Hermes DVS           | 2:1      | Fortuna Vlaardingen  |

| Pl. | Verein               | Sp. | S | U | N | Tore    | Quote | Punkte |
| --- | -------------------- | --- | - | - | - | ------- | ----- | ------ |
| 1.  | Feijenoord Rotterdam | 3   | 3 | 0 | 0 | 010:300 | 3,33  | 06:0   |
| 2.  | Hermes DVS           | 3   | 2 | 0 | 1 | 004:400 | 1,00  | 04:20  |
| 3.  | Fortuna Vlaardingen  | 3   | 1 | 0 | 2 | 006:600 | 1,00  | 02:40  |
| 4.  | SVV Schiedam         | 3   | 0 | 0 | 3 | 004:110 | 0,36  | 0:60   |

### Gruppe L
| Datum      |                  | Ergebnis |                  |
| ---------- | ---------------- | -------- | ---------------- |
| 14.08.1960 | Dordrechtsche FC | 6:2      | EBOH Dordrecht   |
| 14.08.1960 | RBC Roosendaal   | 5:3      | VV Baronie       |
| 17.08.1960 | VV Baronie       | 1:3      | Dordrechtsche FC |
| 17.08.1960 | EBOH Dordrecht   | 0:5      | NAC Breda        |
| 18.09.1960 | Dordrechtsche FC | 2:3      | RBC Roosendaal   |
| 18.09.1960 | NAC Breda        | 1:1      | VV Baronie       |
| 30.10.1960 | VV Baronie       | 2:1      | EBOH Dordrecht   |
| 30.10.1960 | RBC Roosendaal   | 1:3      | NAC Breda        |
| 12.02.1961 | EBOH Dordrecht   | 1:3      | RBC Roosendaal   |
| 12.02.1961 | NAC Breda        | 1:0      | Dordrechtsche FC |

| Pl. | Verein           | Sp. | S | U | N | Tore    | Quote | Punkte |
| --- | ---------------- | --- | - | - | - | ------- | ----- | ------ |
| 1.  | NAC Breda        | 4   | 3 | 1 | 0 | 010:200 | 5,00  | 07:10  |
| 2.  | RBC Roosendaal   | 4   | 3 | 0 | 1 | 012:900 | 1,33  | 06:20  |
| 3.  | Dordrechtsche FC | 4   | 2 | 0 | 2 | 011:700 | 1,57  | 04:40  |
| 4.  | VV Baronie       | 4   | 1 | 1 | 2 | 007:100 | 0,70  | 03:50  |
| 5.  | EBOH Dordrecht   | 4   | 0 | 0 | 4 | 004:160 | 0,25  | 0:80   |

### Gruppe M
| Datum      |                   | Ergebnis |                   |
| ---------- | ----------------- | -------- | ----------------- |
| 03.08.1960 | TSV LONGA         | 3:6      | Willem II Tilburg |
| 14.08.1960 | TSV NOAD          | 0:3      | BVV Den Bosch     |
| 14.08.1960 | RKVV Wilhelmina   | 5:0      | TSV LONGA         |
| 17.08.1960 | BVV Den Bosch     | 4:1      | RKVV Wilhelmina   |
| 18.09.1960 | RKVV Wilhelmina   | 0:2      | TSV NOAD          |
| 18.09.1960 | Willem II Tilburg | 4:1      | BVV Den Bosch     |
| 01.01.1961 | TSV NOAD          | 0:0      | Willem II Tilburg |
| 12.02.1961 | Willem II Tilburg | 5:3      | RKVV Wilhelmina   |
| 15.03.1961 | BVV Den Bosch     | 1:0      | TSV LONGA         |
| 19.04.1961 | TSV LONGA         | 1:1      | TSV NOAD          |

| Pl. | Verein            | Sp. | S | U | N | Tore    | Quote | Punkte |
| --- | ----------------- | --- | - | - | - | ------- | ----- | ------ |
| 1.  | Willem II Tilburg | 4   | 3 | 1 | 0 | 015:700 | 2,14  | 07:10  |
| 2.  | BVV Den Bosch     | 4   | 3 | 0 | 1 | 009:500 | 1,80  | 06:20  |
| 3.  | TSV NOAD          | 4   | 1 | 2 | 1 | 003:400 | 0,75  | 04:40  |
| 4.  | RKVV Wilhelmina   | 4   | 1 | 0 | 3 | 009:110 | 0,82  | 02:60  |
| 5.  | TSV LONGA         | 4   | 0 | 1 | 3 | 004:130 | 0,31  | 01:70  |

### Gruppe N
| Datum      |                    | Ergebnis |                    |
| ---------- | ------------------ | -------- | ------------------ |
| 14.08.1960 | VV Eindhoven       | 3:0      | RKSV Helmondia '55 |
| 14.08.1960 | HVV Helmond        | 9:1      | VV Gemert          |
| 17.08.1960 | VV Gemert          | 1:3      | PSV Eindhoven      |
| 17.08.1960 | RKSV Helmondia '55 | 2:0      | HVV Helmond        |
| 18.09.1960 | HVV Helmond        | 2:3      | VV Eindhoven       |
| 18.09.1960 | PSV Eindhoven      | 7:1      | RKSV Helmondia '55 |
| 30.10.1960 | RKSC Helmondia '55 | 1:2      | VV Gemert          |
| 01.01.1961 | VV Eindhoven       | 0:2      | PSV Eindhoven      |
| 12.02.1961 | VV Gemert          | 1:3      | VV Eindhoven       |
| 15.03.1961 | PSV Eindhoven      | 5:1      | HVV Helmond        |

| Pl. | Verein             | Sp. | S | U | N | Tore    | Quote | Punkte |
| --- | ------------------ | --- | - | - | - | ------- | ----- | ------ |
| 1.  | PSV Eindhoven      | 4   | 4 | 0 | 0 | 017:300 | 5,67  | 08:0   |
| 2.  | VV Eindhoven       | 4   | 3 | 0 | 1 | 009:500 | 1,80  | 06:20  |
| 3.  | HVV Helmond        | 4   | 1 | 0 | 3 | 006:100 | 0,60  | 02:60  |
| 4.  | VV Gemert          | 4   | 1 | 0 | 3 | 004:100 | 0,40  | 02:60  |
| 5.  | RKSV Helmondia '55 | 4   | 1 | 0 | 3 | 004:120 | 0,33  | 02:60  |

### Gruppe O
| Datum      |                    | Ergebnis |                    |
| ---------- | ------------------ | -------- | ------------------ |
| 14.08.1960 | RKSV Sittardia     | 2:0      | Fortuna ’54 Geleen |
| 14.08.1960 | VV De Valk         | 0:4      | VVV-Venlo          |
| 18.09.1960 | Fortuna ’54 Geleen | 2:1      | VV De Valk         |
| 18.09.1960 | VVV-Venlo          | 1:1      | RKSV Sittardia     |
| 30.10.1960 | VV De Valk         | 0:4      | RKSV Sittardia     |
| 01.01.1961 | Fortuna ’54 Geleen | 1:3      | VVV-Venlo          |

| Pl. | Verein             | Sp. | S | U | N | Tore    | Quote | Punkte |
| --- | ------------------ | --- | - | - | - | ------- | ----- | ------ |
| 1.  | RKSV Sittardia     | 3   | 2 | 1 | 0 | 007:100 | 7,00  | 05:10  |
| 2.  | Fortuna ’54 Geleen | 3   | 2 | 1 | 0 | 008:200 | 4,00  | 05:10  |
| 3.  | VV De Valk         | 3   | 1 | 0 | 2 | 003:600 | 0,50  | 02:40  |
| 4.  | VVV-Venlo          | 3   | 0 | 0 | 3 | 001:100 | 0,10  | 0:60   |

### Gruppe P
| Datum      |                     | Ergebnis |                     |
| ---------- | ------------------- | -------- | ------------------- |
| 13.08.1960 | Rapid JC Herleen    | 1:0      | Roda Sport Kerkrade |
| 14.08.1960 | MVV Maastricht      | 2:3      | SV Limburgia        |
| 17.08.1960 | SV Limburgia        | 3:1      | Rapid JC Herleen    |
| 17.08.1960 | Roda Sport Kerkrade | 2:1      | VVH ʼ16 Heerlen     |
| 18.09.1960 | Rapid JC Herleen    | 5:2      | MVV Maastricht      |
| 18.09.1960 | VVH ʼ16 Heerlen     | 0:5      | SV Limburgia        |
| 30.10.1960 | SV Limburgia        | 0:3      | Roda Sport Kerkrade |
| 01.01.1961 | MVV Maastricht      | 10:2     | VVH ʼ16 Heerlen     |
| 12.02.1961 | Roda Sport Kerkrade | 3:2      | MVV Maastricht      |
| 12.02.1961 | VVH ʼ16 Heerlen     | 0:10     | Rapid JC Herleen    |

| Pl. | Verein              | Sp. | S | U | N | Tore    | Quote | Punkte |
| --- | ------------------- | --- | - | - | - | ------- | ----- | ------ |
| 1.  | Rapid JC Herleen    | 4   | 3 | 0 | 1 | 017:500 | 3,40  | 06:20  |
| 2.  | Roda Sport Kerkrade | 4   | 3 | 0 | 1 | 008:400 | 2,00  | 06:20  |
| 3.  | SV Limburgia        | 4   | 3 | 0 | 1 | 011:600 | 1,83  | 06:20  |
| 4.  | MVV Maastricht      | 4   | 1 | 0 | 3 | 016:130 | 1,23  | 02:60  |
| 5.  | VVH ʼ16 Heerlen     | 4   | 0 | 0 | 4 | 003:270 | 0,11  | 0:80   |

## 1. Runde
| Datum      |                     | Ergebnis  |                      |
| ---------- | ------------------- | --------- | -------------------- |
| 25.04.1961 | DOS Utrecht         | 1:2       | VV Elinkwijk         |
| 25.04.1961 | VV Leeuwarden       | 3:2       | VV Heerenveen        |
| 25.04.1961 | NAC Breda           | 2:1 n. V. | VV Eindhoven         |
| 25.04.1961 | PSV Eindhoven       | 3:1       | BVV Den Bosch        |
| 27.04.1961 | VV Oldenzaal        | 2:1       | Enschedese Boys      |
| 29.04.1961 | Ajax Amsterdam      | 4:2       | Kooger FC            |
| 29.04.1961 | Be Quick 1887       | 2:4       | GVAV Rapiditas       |
| 29.04.1961 | RKSV Sittardia      | 1:0       | Rapid JC Herleen     |
| 29.04.1961 | VVV-Venlo           | 3:0       | Roda Sport Kerkrade  |
| 01.05.1961 | ADO Den Haag        | 3:2       | SHS Scheveningen     |
| 01.05.1961 | HFC Haarlem         | 3:2       | VV Alkmaar ʼ54       |
| 01.05.1961 | Heracles Almelo     | 3:1       | AGOVV Apeldoorn      |
| 01.05.1961 | HVC Amersfoort      | 4:1       | Feijenoord Rotterdam |
| 01.05.1961 | Sparta Rotterdam    | 3:0       | Hermes DVS           |
| 01.05.1961 | AVV De Volewijckers | 1:2       | Blauw Wit Amsterdam  |
| 11.05.1961 | RBC Roosendaal      | 2:1       | Willem II Tilburg    |

## 2. Runde
| Datum      |                | Ergebnis  |                     |
| ---------- | -------------- | --------- | ------------------- |
| 11.05.1961 | VV Oldenzaal   | 0:1       | Heracles Almelo     |
| 14.05.1961 | VV Elinkwijk   | 2:1       | Blauw Wit Amsterdam |
| 14.05.1961 | HVC Amersfoort | 3:1       | Sparta Rotterdam    |
| 25.05.1961 | ADO Den Haag   | 3:4       | NAC Breda           |
| 25.05.1961 | Ajax Amsterdam | 2:1       | HFC Haarlem         |
| 25.05.1961 | VV Leeuwarden  | 2:1 n. V. | AGOVV Apeldoorn     |
| 25.05.1961 | RBC Roosendaal | 2:0       | RKSV Sittardia      |
| 25.05.1961 | VVV-Venlo      | 2:1       | PSV Eindhoven       |

## Viertelfinale
| Datum      |                | Ergebnis  |               |
| ---------- | -------------- | --------- | ------------- |
| 01.06.1961 | Ajax Amsterdam | 2:1       | HFC Haarlem   |
| 01.06.1961 | VV Elinkwijk   | 1:2       | VV Leeuwarden |
| 01.06.1961 | HVC Amersfoort | 3:2 n. V. | VVV-Venlo     |
| 01.06.1961 | RBC Roosendaal | 0:4       | NAC Breda     |

## Halbfinale
| Datum      |                | Ergebnis |                |
| ---------- | -------------- | -------- | -------------- |
| 07.06.1961 | Ajax Amsterdam | 7:4      | VV Leeuwarden  |
| 07.06.1961 | NAC Breda      | 3:0      | HVC Amersfoort |

## Finale
| Ajax Amsterdam                                | Ajax Amsterdam | NAC Breda | NAC Breda |
| --------------------------------------------- | --- | --- | --------- |
| Ajax Amsterdam                                | \| 14. Juni 1961 in Den Haag (Zuiderparkstadion) \| \| Ergebnis: 3:0 (0:0) \| \| Zuschauer: 16.000 \| \| Schiedsrichter: Leo Horn \| \| Spielbericht \|                                                     | \| 14. Juni 1961 in Den Haag (Zuiderparkstadion) \| \| Ergebnis: 3:0 (0:0) \| \| Zuschauer: 16.000 \| \| Schiedsrichter: Leo Horn \| \| Spielbericht \|                                            | NAC Breda |
| Ajax Amsterdam                                | Bertus Hoogerman – Ger van Mourik, Piet Ouderland, Ton Pronk – Werner Schaaphok, Bennie Muller, Sjaak Swart – Henk Groot , Peet Petersen, Jacobus Prins, Piet Keizer Cheftrainer: Keith Spurgeon ( England) | Stan de Rijk – Jan van Hoogenhuizen, Kees Kuijs, Adri Pelkmans – Theo Laseroms, Cock Luyten, Johnny Geraeds – Daan Schrijvers, Louis Overbeeke, Leo Canjels, Hein van Gastel Cheftrainer: Jan Blom | NAC Breda |
| Ajax Amsterdam                                | 1:0 Henk Groot (78.) 2:0 Henk Groot (82.) 3:0 Henk Groot (88.) | | NAC Breda |
| 14. Juni 1961 in Den Haag (Zuiderparkstadion) | | |           |
| Ergebnis: 3:0 (0:0)                           | | |           |
| Zuschauer: 16.000                             | | |           |
| Schiedsrichter: Leo Horn                      | | |           |
| Spielbericht                                  | | |           |